# Fatih Portakal
Fatih Portakal (Nazilli, 1967. február 2. –) török televíziós műsorvezető és újságíró.

## Életrajz
Portakal újságíróként kezdte pályafutását a Star TV -nél 1996-ban.
1989 - ben szerzett közgazdasági diplomát az Isztambuli Egyetemen.
A Portakal a FOX news (2010-2020) és a Kanal D (2006-2010) műsorvezetője volt.
1997-ben feleségül vette Armağan Portakal reklámügynököt.
Portakal jelenleg Seferihisarban él. Törökül és angolul beszél.
Fatih Portakal négy másik török újságíróval barátkozik: İrfan Değirmenci, Gülbin Tosun, Murat Güloğlu, Nazlı Tolga és İsmail Küçükkaya.

## Fatih Portakal programjai
- Fatih Portakal ile Ne Yapmalı (D csatorna -2009-2010),
- Fatih Portakal ile Çalar Saat (FOX -2010-2013),
- Fatih Portakal ile Türkiye'nin Trendleri (FOX-2013),
- Fatih Portakal ile Fox Ana Haber (FOX -2013-2020) (miután Nazlı Tolga férjéhez ment és Kínába, Angliába és Brazíliába költözött)
- Star Ana Haber (Sztár TV - 1996-2005) ( hírriporter )